# Мірза Мухаммад Хакім
Мірза Мухаммад Хакім (перс. میرزا محمد حکیم; нар. 29 квітня 1553 — 10 жовтня 1585) — політичний і військовий діяч Імперії Великих Моголів.

## Життєпис
Четветий син падишаха Хумаюна та його п'ятої дружини Мах Чучак-бегум Сагіби (сестра Байрам-оглана Аргуна). Народився 1553 року в Кабулі, отримавши титул шахзаде. В 1556 після смерті батько трон спадкував його старший зведений брат Акбар. Мухаммад Хакім отримав почесний титул мірзи й був призначений субадаром Кабула. Через малолітство останнього фактично провінцією керував Мунім-хан. 1564 року помирає його матір. Близько 1570 року став повноправнимнамісником. Згодом набув напівнезалежний статус. Був прихильником суфійського ордена Накшбандія.
У 1580 році вирішив скористатися повстанням протиАкбара в Бенгалії та Біхара та фетвою кази Джаунпура, яка виправдовувала повалення Акбара, виступив на Делі. Спочатку з 15-тисячним військом він зайняв західний Пенджаб і взяв в облогу Лахор. Повсталі могольські емірив Бенгалії оголосили Мухаммада Хакіма падишахом. 1581 року проти нього виступив Акбар. Заколотник намагався перетягнути на свій бік військових командувачів брата з тюрків. Проте в цей час зазнав поразки від раджи Ман Сінґха, відступивши від Лахора, а потім, виявивши нерішучість в успіху, повернувся до Кабулу. Акбар на чолі 50-тисячної армії рушив на Афганістан, переслідуючи брата, що відступає. У серпні 1581 року могольський Акбар падишах вступив до Кабулу, змусивши Мухаммада Хакіма втекти у гори. Невдовзі замирився з братом, повернувши собі посаду субедара Кабулу.
1582 року відправив Дервиша Мухаммад-хана Газі проти дарданів Катвара, що розпочався в Лагмані і завершився в Алішангу. Було підкорено та навернено на іслам населення 66 долин. Після завоювання долин Таджау та Ніджрау в районі Панджшера заснував фортецю при злитті річок Алішанг та Алінгар (на цьому місці тепер знахоиться Ісламабад). Зрештою могольський субадар дійшов до Мангу — сучасного кордону між племенами пашаї та ашкун.
У 1585 році помер від пияцтва. Його синів було відправлено до Агри.